# Cephalanthera taubenheimii
Cephalanthera taubenheimii är en orkidéart som beskrevs av Helmut Baumann. Cephalanthera taubenheimii ingår i släktet skogsliljor, och familjen orkidéer.
Artens utbredningsområde är Turkiet. Inga underarter finns listade i Catalogue of Life.